# Barrio Nuevo, San Francisco Logueche
Barrio Nuevo är en ort i Mexiko.   Den ligger i kommunen San Francisco Logueche och delstaten Oaxaca, i den sydöstra delen av landet, 400 km sydost om huvudstaden Mexico City. Barrio Nuevo ligger 1 769 meter över havet och antalet invånare är 189.
Terrängen runt Barrio Nuevo är lite bergig, och sluttar norrut. Runt Barrio Nuevo är det ganska glesbefolkat, med 35 invånare per kvadratkilometer. Närmaste större samhälle är San Pedro Mixtepec, 13,8 km sydost om Barrio Nuevo. Trakten runt Barrio Nuevo består i huvudsak av gräsmarker.